# Dépôt de la Guerre
Pour les articles homonymes, voir Dépôt et Guerre (homonymie).
Le Dépôt de la Guerre était le bureau de cartographie et d'archives à intérêt militaire de l'armée française depuis Louis XIV. Son rôle fut amplifié sous la Révolution et l'Empire.
Créé par Louvois en 1688, le Dépôt de la guerre est chargé de recueillir et conserver les archives historiques, les mémoires militaires, les plans et les cartes, de les faire graver et publier, et enfin de s’occuper de tout ce qui concernait les opérations topographiques. Au XVIIIe siècle, le rôle du lieutenant-général de Vault est notable.

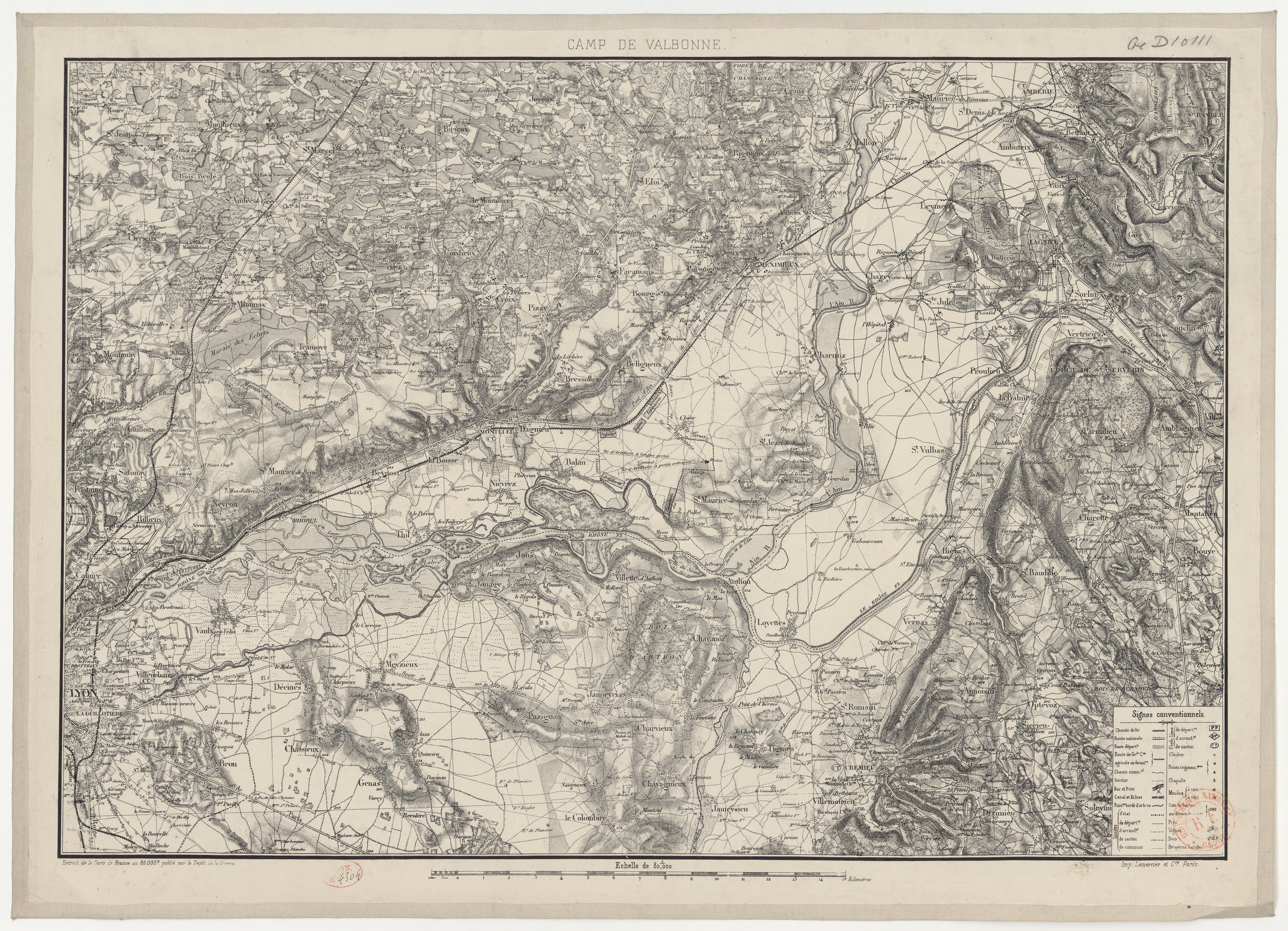
Carte du camp de la Valbonne, dans l'Ain, faite par le Dépôt de la Guerre en 1873.

Carte d'État-major de 1866, échelle 1/40,000, département de la Haute-Savoie, près de Chamonix, en très haute résolution

Quasiment dissous les premières années de la Révolution par la décision de l'Assemblée constituante de supprimer le corps des ingénieurs géographes militaires, il fut remis sur pied par le général Calon d'avril 1793 à mai 1797. Il prend alors le nom de Dépôt général de la Guerre et de la Géographie, soulignant l'importance, pour la conduite des armées, de l'établissement et de la tenue à jour de cartes détaillées, qui conserveront longtemps en France l'appellation de « cartes d'État-Major ». Mais les moyens attribués au service ne furent pas à la mesure de l'ambition initiale : une bonne partie de son personnel passa au Bureau des longitudes et au Service hydrologique de la Marine. 
La direction du Dépôt passa brièvement au général Dupont de l'Étang de mai à septembre 1797, puis au général Ernouf de septembre 1797 à octobre 1798, et au général Meunier jusqu'en décembre 1799.
Sous Bonaparte et l'Empire, le Dépôt de la guerre fut dirigé par le général Clarke de décembre 1799 à septembre 1800, le général Andréossy d'août 1802 à mai 1803, puis par le général Sanson de juin 1803 à juin 1805. Pendant cette période, la situation du Dépôt de la Guerre fut florissante : disposant de 90 ingénieurs géographes et d'un énorme fonds documentaire, il entreprit aussi la cartographie de la République cisalpine, de la Ligurie, de la République cisrhénane nouvellement annexée, etc. Le corps des ingénieurs géographes militaires fut définitivement recréé en janvier 1809.
Le service est réorganisé en 1814, puis en 1823.
Le 20 novembre 1830, c'est le général baron Pelet qui devient directeur du Dépôt de la guerre. il réorganisa, en les modernisant, les différents et très nombreux services. Il élabore et fait publier la grande carte de France de l'Etat-Major au 1/80 000.
Le dépôt de la guerre est supprimé en 1887, où il est scindé en deux organismes distincts :
- le Service géographique de l'armée (SGA), devenu en 1940 l'Institut géographique national (IGN), actuel Institut national de l'information géographique et forestière (IGN) ;
- le service historique de l'armée (SHA), ultérieurement  service historique de l'Armée de terre (SHAT), actuel service historique de la défense (SHD).

Les archives du Dépôt de la Guerre sont consultables au SHD, site du Château de Vincennes, avenue de Paris à Vincennes.